# Шабатский этрап
Шабатский этрап (туркм. Şabat etraby) — этрап в Дашогузском велаяте Туркменистана. Административный центр — город Шабат

## История
До 27 октября 1924 года был одним из 5 районных советов (шуро) в составе Туркменской области Хорезмской Народной Социалистической Республики (ХНСР).
В июле 1930 года Ташаузский округ был упразднён, и Ташаузский район перешёл в прямое подчинение Туркменской ССР. В феврале 1932 года район был передан в восстановленный Ташаузский округ.
В ноябре 1939 года Ташаузский округ был упразднён, и Ташаузский район отошёл к новообразованной Ташаузской области. 3 января 1957 года центр района был перенесён из города Ташауза в пгт Андреевск. В январе 1963 года Ташаузская область была упразднена, и Ташаузский район перешёл в прямое подчинение Туркменской ССР.
В декабре 1970 года район был передан в восстановленную Ташаузскую область. В 1992 году Ташаузский район был переименован в этрап имени С. А. Ниязова (в честь Сапармурата Ниязова) и вошёл в состав Дашогузского велаята.
9 ноября 2022 года этрап имени С. А. Ниязова был переименован в Шабатский этрап.